# Le fils du diable
Le fils du diable (titolo alternativo: Le fils du diable fait la noce à Paris; titolo letterale in italiano: Il figlio del diavolo) è un film muto francese del 1906 diretto da Charles-Lucien Lépine.
- Le fils du diable fait la noce à Paris (1906)